# 황비홍 4 - 왕자지풍
황비홍 4 - 왕자지풍(黃飛鴻IV 王者之風, Once Upon A Time In China IV)은 홍콩에서 제작된 원빈 감독의 1993년 액션 영화이다. 조문탁 등이 주연으로 출연하였고 서극 등이 제작에 참여하였다.

## 출연

### 주연
- 조문탁

### 조연
- 왕정형
- 막소총
- 웅흔흔
- 주비리
- 전가락
- 유순
- 루이스 로스

## 제작진
- 출품인: 추문회
- 미술: 이경문